# Bury the Hatchet
Albums de The Cranberries
To the Faithful Departed
(1996) Wake Up and Smell the Coffee
(2001)
Singles
1. Promises
Sortie : 10 mars 1999
2. Animal Instinct
Sortie : 5 juillet 1999
3. Just My Imagination
Sortie : 20 septembre 1999
4. You and Me
Sortie : 10 mars 2000

Bury the Hatchet est le quatrième album du groupe de rock alternatif Irlandais The Cranberries, sorti en 1999.
L'album s'est vendu à 3,8 millions d'exemplaires, dont un million en un mois. Il a été numéro un des charts dans plusieurs pays.

## Liste des titres
Toutes les paroles sont écrites par Dolores O'Riordan.
| No  | Titre               | Musique                       | Durée |
| --- | ------------------- | ----------------------------- | ----- |
| 1.  | Animal Instinct     | Dolores O'Riordan, Noel Hogan | 3:31  |
| 2.  | Loud and Clear      | Dolores O'Riordan, Noel Hogan | 2:45  |
| 3.  | Promises            | Dolores O'Riordan             | 5:27  |
| 4.  | You and Me          | Dolores O'Riordan, Noel Hogan | 3:35  |
| 5.  | Just My Imagination | Dolores O'Riordan, Noel Hogan | 3:41  |
| 6.  | Shattered           | Dolores O'Riordan, Noel Hogan | 3:42  |
| 7.  | Desperate Andy      | Dolores O'Riordan, Noel Hogan | 3:44  |
| 8.  | Saving Grace        | Dolores O'Riordan             | 3:08  |
| 9.  | Copycat             | Dolores O'Riordan, Noel Hogan | 2:53  |
| 10. | What's on My Mind   | Dolores O'Riordan             | 3:12  |
| 11. | Delilah             | Dolores O'Riordan, Noel Hogan | 3:32  |
| 12. | Fee Fi Fo           | Dolores O'Riordan, Noel Hogan | 4:47  |
| 13. | Dying in the Sun    | Dolores O'Riordan             | 3:32  |
| 14. | Sorry Son           | Dolores O'Riordan, Noel Hogan | 3:25  |

## Classements et certifications
| Classement musical                 | Meilleure position |
| ---------------------------------- | ------------------ |
| Allemagne (Media Control Charts)   | 1                  |
| Australie (ARIA)                   | 11                 |
| Autriche (Ö3 Austria Top 40)       | 2                  |
| Belgique (Flandre Ultratop)        | 11                 |
| Belgique (Wallonie Ultratop)       | 7                  |
| Canada (Canadian Albums Chart)     | 1                  |
| États-Unis (Billboard 200)         | 13                 |
| Finlande (Suomen virallinen lista) | 4                  |
| France (SNEP)                      | 2                  |
| Italie (FIMI)                      | 2                  |
| Norvège (VG-lista)                 | 4                  |
| Nouvelle-Zélande (RIANZ)           | 6                  |
| Pays-Bas (Mega Album Top 100)      | 9                  |
| Royaume-Uni (UK Albums Chart)      | 7                  |
| Suède (Sverigetopplistan)          | 4                  |
| Suisse (Schweizer Hitparade)       | 1                  |

| Pays        | Ventes    | Certifications |
| ----------- | --------- | -------------- |
| Allemagne   | 250 000 + | Or             |
| Autriche    | 10 000 +  | Or             |
| Canada      | 100 000 + | Platine        |
| Espagne     | 200 000 + | 2 × Platine    |
| États-Unis  | 500 000 + | Or             |
| France      | 300 000 + | Platine        |
| Irlande     | 15 000 +  | Platine        |
| Italie      | 100 000 + | Platine        |
| Japon       | 100 000 + | Or             |
| Mexique     | 75 000 +  | Or             |
| Pologne     | 20 000 +  | Or             |
| Royaume-Uni | 60 000 +  | Argent         |
| Suisse      | 50 000 +  | Platine        |

## Accueil critique
Parmi les critiques favorables, Mike Stagno, de Sputnikmusic, lui donne 3,5 étoiles sur 5, estimant que, malgré quelques chansons « plus faibles », Animal Instinct, Saving Grace ou Fee Fi Fo, la plupart se révèlent « agréables à l'écoute » et parfois même « impressionnantes » (Promises, Loud and Clear, Just My Imagination et Shattered). Le site Albumrock lui donne 4 guitares sur 5, évoquant un album empreint « d'une douce mélancolie, comme une porte entrouverte à un nouveau départ », qui « se veut très personnel », où la voix de Dolores O'Riordan « remarquable et reconnaissable entre mille, s'applique merveilleusement bien aux différents styles ». Le site Forces parallèles lui donne 3 étoiles sur 5, évoquant un album « relativement bon » où « la plupart des titres bénéficient d’une mélodie accrocheuse » mais qui « pêche par son manque d’originalité » . Pour Stephen Erlewine, de AllMusic, qui lui donne 3 étoiles sur 5, « ce n'est pas le meilleur album de leur carrière, car il lui manque les singles à l'efficacité immédiate des deux premiers » mais « c'est le plus consistant, toutes les chansons fonctionnant ensemble pour former un tout ».
Du côté des critiques négatives, Stephen Thompson, de The A.V. Club, estime que la majeure partie de l'album « est minée par son ton austère et désespéré » et « s'écroule sous le poids de la suffisance déplacée » du groupe. Et le New Musical Express lui donne la note de 3/10, estimant que le « bavardage incessant, les trilles et les enjolivures » ainsi que « la stupidité » des paroles de Dolores O'Riordan ruine les efforts des trois autres musiciens.

## Autres versions
Comme les albums précédents, Bury the Hatchet est ressorti en 2002 sous le titre Bury the Hatchet (The Complete Sessions 1998-1999), dans une version comprenant plusieurs morceaux supplémentaires, des faces-B des singles qui n'avaient pas été inclus à l'album.
1. Baby Blues (2:38)
2. Sweetest Thing (3:34)
3. Woman Without Pride (2:26)
4. Such a Shame (4:23)
5. Paparazzi on Mopeds (4:33)

Une autre version de cette nouvelle version existe, incluant des morceaux additionnels séparément sur un autre disque et mêlés avec des morceaux live. Cette version s'appelle Bury The Hatchet Complete Sessions et est sorti en 2000. Les morceaux additionnels sont :
1. Baby Blues
2. The Sweetest Thing
3. Woman Without Pride
4. Such A Shame
5. Paparazzi On Mopeds
6. Promises (Live In Paris '99)
7. Animal Instict (Live In Paris '99)
8. Loud And Clear (Live In Paris '99)
9. You And Me (Live In Paris '99)
10. Shattered (Live In Hamburg '99)
11. Desperate Andy (Live In Paris '99)
12. Delilah (Live In Paris '99)